# Ronaldo Viola
Ronaldo Carandina, de nome artístico Ronaldo Viola (São Paulo,  25 de março de 1962 — São Paulo, 14 de julho de 2004) foi um cantor e compositor brasileiro.

## Biografia
Ronaldo Carandina nasceu em São Paulo em 25 de março de 1962. Aos 9 anos, Ronaldo aprendeu a tocar viola e gostava muito de ouvir artistas da música caipira no programa "Linha Sertaneja Classe A", exibido na Rádio Record de São Paulo.
Em 1978, aos 16 anos, após abandonar tudo para seguir carreira artística, Ronaldo iniciou sua carreira na dupla Ronaldo Viola & João Carvalho, ao lado de Manoel João de Carvalho. A dupla iniciou as atividades logo após o Festival da Música Sertaneja, na época patrocinado pelo Governo do estado de São Paulo. A dupla foi apoiada pelo produtor, cantor e compositor Téo Azevedo.

## Morte
Ronaldo morreu precocemente em decorrência de um AVC em 14 de julho de 2004, aos 42 anos, em Taboão da Serra. O cantor e violeiro passou mal e na sequência evoluiu para óbito decorrente de um AVC hemorrágico .